# 弗里德里希·魏因布伦纳

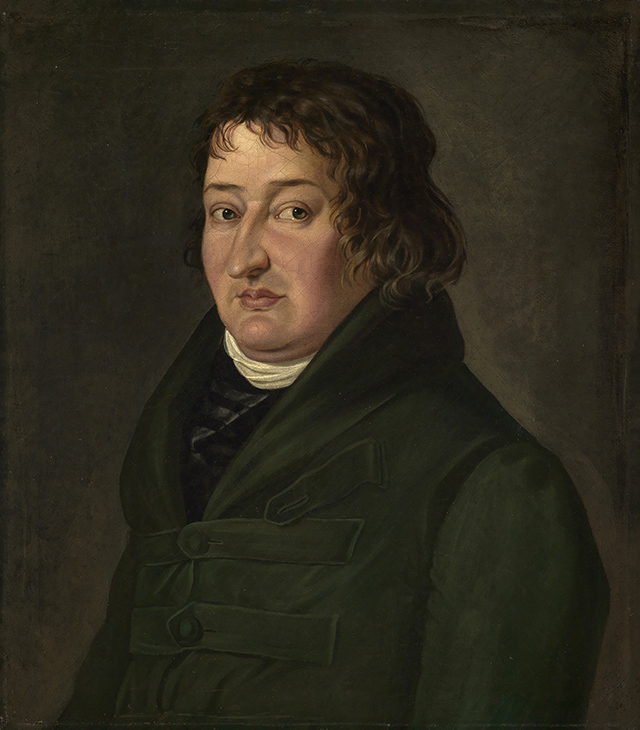
弗里德里希·魏因布伦纳（Friedrich Weinbrenner）

弗里德里希·魏因布伦纳（1766年11月24日—1826年3月1日），德国建筑师，古典主義的城市设计师和建筑师。他被誉为“卡尔斯鲁厄的建造者”。
1766年11月24日，魏因布伦纳生於德國卡爾斯魯厄。他小时候在父亲的工厂学习木匠，但很快发现自己的特长在于建筑艺术。1788年后他先后在瑞士的苏黎世和洛桑做工头，1790年他来到维也纳自学建筑学并且毕业，1790年至1791年间他在维也纳和德累斯顿攻读建筑学，1791年至1792年间在柏林的数月学习使得魏因布伦纳的注意力集中到了古典建筑艺术，1792年至1797年，魏因布伦纳又去意大利修学。他在柏林和罗马期间一直在为他的家乡卡尔斯鲁厄做着设计。
从意大利回国以后，魏因布伦纳先后在卡尔斯鲁厄、斯特拉斯堡和汉诺威工作，1800年的夏天，他最终回到了他的家乡卡尔斯鲁厄，在那里他的事业得到了很大的发展。
他也參與紀念物保護，代表案例為聖布拉辛教堂（St. Blasien）。

## 资料来源
1. ↑  （德文）http://www1.karlsruhe.de/Historie/Weinbrenner/index.htm （页面存档备份，存于）